# Charles Connell and Company
Charles Connell and Company fu una società scozzese nel campo delle costruzioni navali con base a Scotstoun, sobborgo di Glasgow sul fiume Clyde.

## Storia
La società fu fondata da Charles Connell (1822-1894), che era stato apprendista presso la Robert Steele and Co prima di diventare un dirigente presso il cantiere di Kelvinhaugh della Alexander Stephen and Sons. Nel 1861 iniziò una sua società a Scotstoun che si concentrava su navi a vela.
Dal 1918 la società divenne famosa per le sue navi passeggeri e cargo di alta qualità. Il cantiere fu chiuso dal 1930 al 1937 per la grande depressione, prima che il riarmamento stimolasse nuovamente la domanda nel settore navale.
Nel 1968 il cantiere, dopo 107 anni di proprietà della famiglia Connell, divenne parte del consorzio Upper Clyde Shipbuilders.
Upper Clyde Shipbuilders continò ad operare nel cantiere di Scotstoun fino al 1971,quando fallì, e dal 1972 al 1980, come Scotstoun Marine Ltd, il cantiere divenne una sussidiaria di Govan Shipbuilders.
Il cantiere fu chiuso nel 1980 dopo 119 anni di lavoro. Il sito fu liberato dalle gru anche se i segni delle taccate da costruzione rimasero visibili fino al 2004. Parte del cantiere è stato convertito in capannoni per la GKN mentre il lungofiume è usato dal Motherwell Bridge Engineering per grossi lavori di fabbricazione.

## Navi costruite
Connell costruì un totale di 516 navi a Scotstoun, tra cui:
- Michael Angelo (clipper) (1865)[4] - clipper
- Wild Deer (1863) - clipper
- Taitsing (1865) - clipper
- Spindrift (1867) - clipper
- Loch Ard (1873) - nave a vela
- City of Agra (1879) - nave cargo a vapore (City Line)
- Balclutha (1886) - nave a vela in ferro conservata al San Francisco Maritime Museum
- Mersey (1894) - nave a vela in ferro
- Knight Errant (1897) - nave cargo
- Saturnia (1910)[5] - piroscafo
- Sloop classe Acacia HMS Jonquil (1915) e HMS Laburnum (1915)
- Sloop classe Arabis HMS Gladiolus (1915), HMS Godetia (1916) e HMS Hydrangea (1916)
- Sloop classe P HMS P.14 (1916) e HMS P.63 (1916)
- Diplomat (1921)[6]
- Auditor (1924)[7]
- Benvenue (1927)[8]
- Benwyvis (1929)[9]
- Traprain Law (1930)[10]
- Rothermere (1938)[11]
- Empire Celia (1943) — nave cargo
- Purnea – cargo liner